# Директива про захист працівників у разі неплатоспроможності їхнього роботодавця
Директи́ва про за́хист працівникі́в у разі неплатоспромо́жности ї́хнього роботода́вця (2008/94/ЄС) — нормативно-правовий акт Європейської Унії щодо захисту працівників у разі неплатоспроможности роботодавця. Він по черзі замінив Директиви № 80/987/ЄС та № 2002/74/ЄС.

## Зміст
У витягах з директиви зазначено, що її метою є захист працівників в інтересах «збалансованого економічного і соціального розвитку». Директива посилається на Хартію соціальних прав трудящих 1989 року. Зокрема, пункт 8 містить декларацію про «соціальну мету» закону.
- стаття 1(2) «Держави-члени можуть, як виняток, виключити претензії певних категорій працівників зі сфери застосування Директиви в силу особливого характеру трудового договору чи трудових відносин працівника або існування інших форм гарантій…»
- стаття 3, «Держави-члени вживають заходів, необхідних для забезпечення того, щоб гарантійні установи гарантували відповідно до статті 4.
- стаття 4, оплата праці працівників ' непогашені претензії, що випливають з трудових договорів або трудових відносин, включаючи, якщо це передбачено національним законодавством, вихідну допомогу після припинення трудових відносин. Претензії, прийняті гарантійною установою, повинні бути непогашеними вимогами щодо оплати за період до та/або, залежно від обставин, після дати, визначеної державами-членами».

## Закон держави-члена
У Сполученому Королівстві відповідне імплементаційне законодавство містилося в Законі про права зайнятости 1996 року. Згідно зі статтею 166 будь-який працівник може подати претензію до Фонду національного страхування щодо виплати заборгованости.
В Італії Директива призвела до справи Франкович проти Італії щодо принципу відповідальности держав-членів за невиконання законодавства ЄУ.